# Бал в «Савойе»
Бал в «Савойе» (Бал в «Savoy», нем. Ball im Savoy) — оперетта в трех действиях венгерского композитора Пала Абрахама на либретто Альфреда Грюнвальда и Фрица Лёнер-Беды, ставшая последним хитом композитора.
Премьера оперетты состоялась 23 декабря 1932 года в театре Гроссес Шаусрилхаус в Берлине. Лондонская публика увидела постановку на английском языке 8 сентября 1933 года в Королевском театре Друри-Лейн. Вскоре после этого оперетту поставили по всей Европе, в том числе в Вене и Афинах.

## Создание
«Бал в „Савойе“» написан в 1930-е годы, когда в моду входили новые мелодии и ритмы. Поэтому основными мелодиями оперетты являются фокстроты и латиноамериканские мотивы, например, пасодобль и аргентинское танго. Однако одной из самых красивых тем оперетты является классический венский вальс («Бал в «Савойе»»). Вокальные партии не отличаются сложными пассажами или напряженной работой, однако все номера, лирические и комические, проникнуты эмоциями и позволяют раскрыть глубину чувств персонажей.
Главный герой — Аристид де Фобла, достаточно типичен для оперетты. Муж, который собирается изменить жене, всегда был персонажем для комических ситуаций. Мадлен более современна: она не собирается сидеть сложа руки и устраивать скандал из-за измены, она будет бороться за свои права. Она и Дэйзи олицетворяют современных женщин того времени: сильных, смелых, борющихся за свою независимость и своё место в этой жизни.

## Действующие лица
| Маркиз Аристид де Фобла |                                                                         | тенор      |
| Мадлен де Фобла         | его супруга                                                             | сопрано    |
| Дэйзи Дарлингтон        | подруга Мадлен, пишущая популярные песни под псевдонимом Хосе Пасодобль | сопрано    |
| Мустафа Бей             | друг Аристида, атташе турецкого посольства                              | тенор      |
| Танголита               | танцовщица, бывшая возлюбленная Аристида                                | контральто |
| Арчибальд               | камердинер Аристида                                                     | баритон    |
| Бебе                    | горничная Мадлен                                                        |            |
| Селестэн Форман         | молодой адвокат                                                         |            |
| Помероль                | официант в «Савойе»                                                     |            |
| Месье Альбер            | лучший парижский портной                                                |            |
| Мици из Вены            | бывшие жены Мустафы                                                     |            |
| Бланка из Праги         | бывшие жены Мустафы                                                     |            |
| Лючия из Рима           | бывшие жены Мустафы                                                     |            |
| Мерседес из Мадрида     | бывшие жены Мустафы                                                     |            |
| Труде из Берлина        | бывшие жены Мустафы                                                     |            |
| Илонка из Будапешта     | бывшие жены Мустафы                                                     |            |

## Сюжет

### Пролог
Венеция. Маркиз Аристид де Фобла и его молодая жена Мадлен, насладившись годовым свадебным путешествием, решают наконец вернуться домой.

### Первый акт
Вилла де Фобла в Ницце. Прибывшие по окончании медового месяца супруги с упоением рассказывают о своих похождениях друзьям. Но они рады остаться одни, ведь их любовь за год стала только сильнее. Идиллию нарушает телеграмма, которую приносят Аристиду. Содержание повергает его в ужас: когда-то у него был роман с танцовщицей Танголитой и во время расставания она взяла с него обещание, что он подарит ей одну ночь, когда ей этого захочется. Час «расплаты» пришёл. Танголита приглашала его на бал в отеле Савой. Аристид должен придумать, что соврать жене, потому что в их первый вечер дома дома-то он как раз остаться и не может. На помощь призван верный друг — атташе турецкого посольства Мустафа Бей.
К Мадлен приезжает её давняя американская подруга Дэйзи Дарлингтон. Она раскрывает ей большой секрет — она пишет популярные песни под псевдонимом Хосе Пасодобль. Сегодня на балу в Савойе она раскроет всем свою личность и в связи с этим просит подругу поддержать её. Но Мадлен отказывается, ведь это их первый с мужем вечер дома.
Мустафа придумывает, как помочь другу: в газетах он вычитывает, что на балу будет Хосе Пасодобль и решает: нужно сказать Мадлен, будто Аристид обязан пойти на бал, потому что Пасодобль спас ему жизнь в своё время. Мадлен же пойти не может — её багаж еще не доставили. Выяснив таким образом, что муж врёт и, скорее всего, идёт на свидание, Мадлен заказывает платье у лучшего модельера города с доставкой на дом. Проводив счастливого, предвкушающего веселье мужа на бал, Мадлен рассуждает о неверности мужчин, которые хотят видеть исключительно целомудренных жён у себя дома, и отправляется в Савой.

### Второй акт
На балу все восхищаются Танголитой — великолепной танцовщицей. Аристид появляется на балу, вспоминая старые привычки и старых друзей. Вскоре он встречает прекрасную незнакомку в маске и, не узнавая собственную жену, флиртует с ней. Но ему пора на назначенное Танголитой свидание. Мадлен решает отомстить — изменить мужу с первым же попавшимся приличным мужчиной.
Мустафа, уже женатый шесть раз, сетует на странность европейских женщин: они хотят выходить замуж «на всю жизнь». При этом Дэйзи, молодая активная американка, привлекает его в качестве кандидатуры на место седьмой. Она в свою очередь соглашается принять ухаживания, если он познакомит её с композитором Хосе Пасодоблем.
Танголита уединяется с Аристидом в отдельном кабинете, Мадлен затаскивает в соседний Селестэна Формана, который готов на приключение с опытной женщиной. Официант докладывает ей обо всем, что происходит там. И когда Аристид, мучимый угрызениями совести, решает позвонить жене, проводит звонок в соседний кабинет. Мадлен возмущена, что муж ни словом ни обмолвился о том, что он делает, и всё же решается на измену.
В разгар вечера Дэйзи раскрывает свой секрет: она — Хосе Пасодобль. Мустафа шокирован! Он готов броситься к ногам любимой и предложить ей руку и сердце на ближайшее время. Дэйзи соглашается выйти за него замуж только в том случае, если они будут иметь равные права.
Появляется Мадлен. При всех она объявляет о том, что изменила мужу в качестве мести за его измену.

### Третий акт
Вилла де Фобла в Ницце. Аристид собирается разводиться и вызывает адвоката. Но сначала он всё-таки до конца не верит в произошедшее и хочет услышать от Мадлен было или не было. Жена продолжает стоять на своём — она изменила мужу. Аристид расстроен ещё и от того, что сам он не изменял жене. Он так много думал о ней, что изменить не получилось.
Появляется адвокат — это Селестэн Форман. Но и он не вносит ясности в ситуацию, потому что Мадлен обязала его молчать. И только Дэйзи спасает положение. Она знает Мадлен и понимает, что та не могла изменить, потому что слишком сильно любит Аристида. Мадлен признается, что она не спала с Форманом. Муж и жена вновь вместе, и сомнения больше не омрачают их счастье.

## Фильмография
- Ball im Savoy (1934, Австрия), с Гиттой Альпар (Gitta Alpar).
- Мелодии одной оперетты (1978, Советское телевидение), по оперетте.
- Бал в «Савойе» (1985, СССР, Таллинфильм).